# 滿家樂
滿家樂（馬來文、英文：Mont Kiara，或稱Mont' Kiara）位於吉隆坡的西北方，距離市中心約11公里，是泗岩沫（Segambut）轄區境內的一個地區，緊鄰金地花園（Sri Hartamas），為吉隆坡著名高尚住宅區之一，除了馬來西亞人外，當地也聚集大量外籍人士，主要是外資企業工作的國際外派人士或是定居於吉隆坡的外籍人士。

## 歷史
滿家樂的位置靠近武吉家樂(Bukit Kiara)森林地带。在20世紀末90年代初，滿家樂仍是一處野草叢生無路可通的橡膠丘陵地，當時陽光發展公司（Sunrise；後被UEM發展公司收購，成為UEM陽光有限公司（UEM Sunrise）之董事長拿督童國模相中這塊區域，以每平方呎5令吉的價格購入此區約100英畝的橡膠園，並把该地定名为帶有法國色彩的Mont' Kiara（Mont'於法文是山的意思，對應Bukit Kiara），中文地名則定義為滿家樂，代表全家和睦歡樂的意思，開始在此發展高端住宅公寓。

## 人文
滿家樂一帶擁有高比例的外派人士聚集，社區內由44%的本地人及56%來自世界各地，其中以來自中國、日本、韓國佔居多，並形成相關的族裔社區。

## 教育
滿家樂一帶有許多國際學校及私立學校分佈，以滿足區內眾多外籍人士的教育需求，如吉隆坡花園國際學校(Garden International School)、满家樂國際學校（Mont' Kiara International School）、吉隆坡法國學校(Lycée Français Kuala Lumpur)等。

## 商業

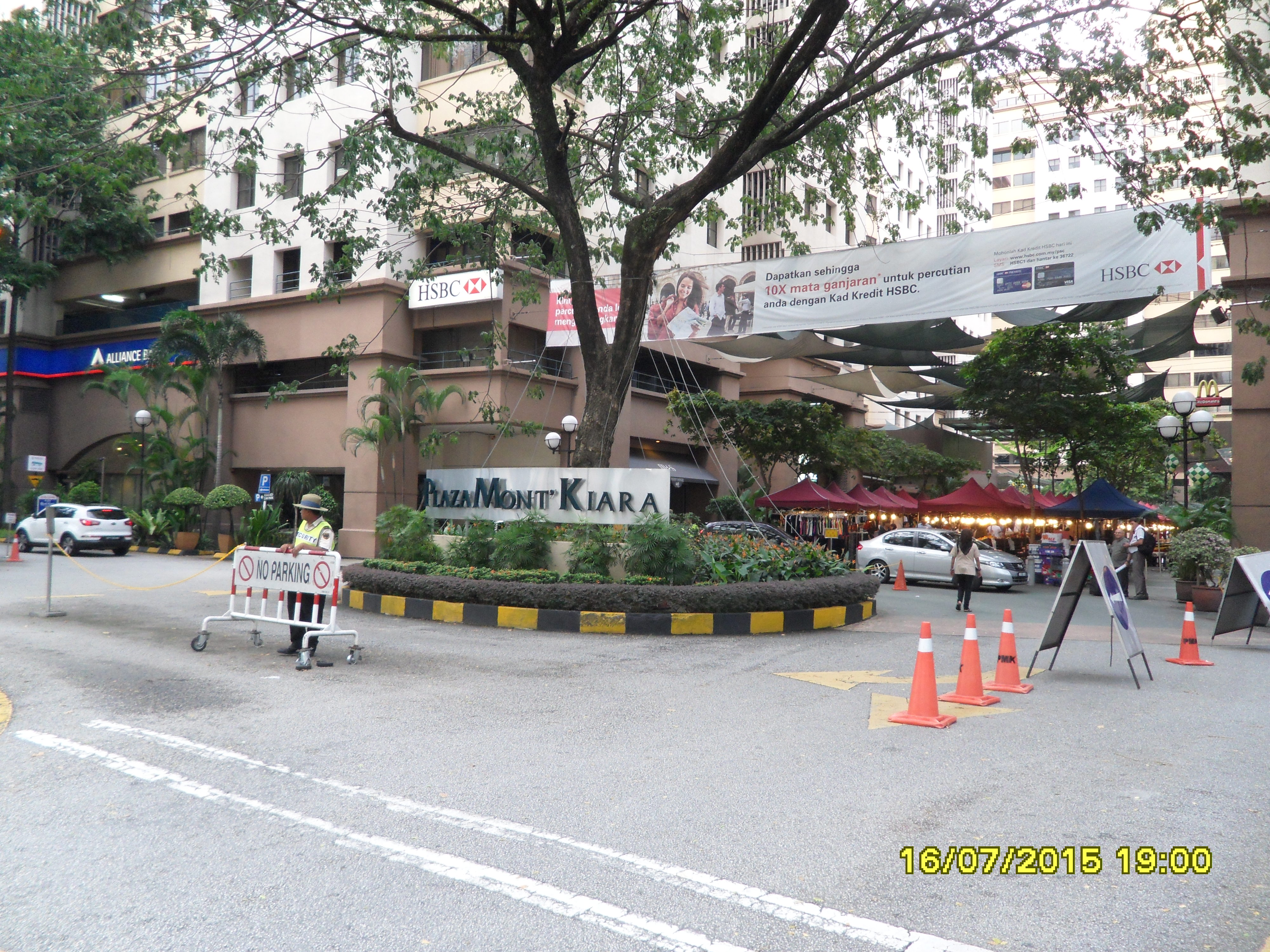
滿家樂廣場

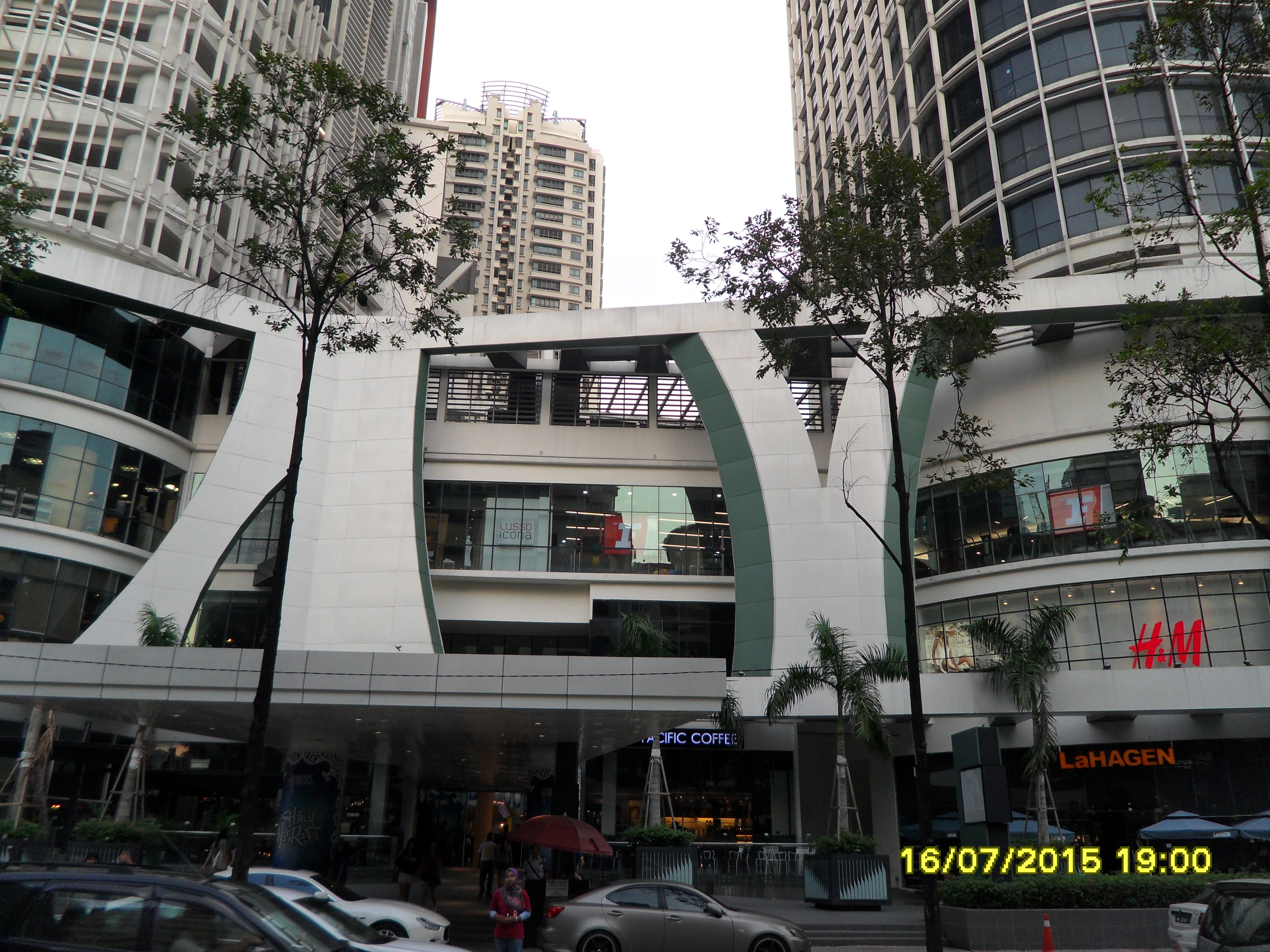
1MK商場

滿家樂一帶擁有許多社區型商場以供應居民需求，如滿家樂廣場（Plaza Mont' Kiara）、滿家樂163（Kiara 163）、1MK商場（1 Mont Kiara）等。

## 交通

### 道路
駕駛汽車為滿家樂通往其他的主要交通方式，區內有有多條高速公路與巴生谷流域其他地方連接：新巴生河流域大道（NKVE）、南北大道（PLUS）、大使路－淡江大道(DUKE)與 西部疏散大道(SPRINT)、[白沙羅－蒲種大道](LDP)。

### 公共交通
相較於吉隆坡市區的其他地區，滿家樂的公共交通設施尚不發達，距離最近的鐵路路線為馬來亞鐵路旗下的巴生港線之 KA05  泗岩沫站及捷運加影線的 SBK13  白沙羅市中心站與 SBK13 士曼丹站。